# 後藤英次
後藤 英次（ごとう えいじ、1887年（明治20年）11月5日 - 1967年（昭和42年）11月24日）は、日本の海軍軍人。最終階級は海軍中将。

## 経歴
秋田県仙北郡高梨村（現・大仙市）出身 。後藤英之助の長男として生まれる。秋田中学校を経て、1909年11月、海軍兵学校（37期）を卒業し、翌年12月に海軍少尉任官。海軍砲術学校普通科、海軍水雷学校普通科で学ぶ。
以後、「安芸」分隊長、「常磐」分隊長、水雷学校教官、「弥生」「吹雪」「樅」の各駆逐艦長、砲艦「隅田」「鳥羽」「堅田」の各艦長、「龍田」水雷長、「第5号駆逐艦」（春風 [II]）・「第41号駆逐艦」（薄雲 [II]）の各駆逐艦長、「浅間」副長などを歴任。
1929年12月、第1掃海隊司令となり、第4駆逐隊司令、第19駆逐隊司令、第11駆逐隊司令、「那珂」「高雄」の各艦長、横須賀海兵団長、「陸奥」艦長などを経て、1937年12月、海軍少将に進級。第5水雷戦隊司令官、第2水雷戦隊司令官、第8戦隊司令官、横須賀鎮守府出仕などを歴任。太平洋戦争（大東亜戦争）を第24航空戦隊司令官として迎えた。1941年10月、海軍中将に進級。1942年2月、ニューギニア沖海戦に参戦。
鎮海警備府司令長官、北東方面艦隊兼第12航空艦隊司令長官、大湊警備府兼第12航空艦隊司令長官などを勤め、1945年5月、予備役に編入された。1947年11月28日、公職追放の仮指定を受けた。
1967年11月24日死去。墓所は多磨霊園(20-1-6)

## 栄典
位階
- 1916年（大正5年）1月21日 - 正七位[3]

勲章
- 1942年（昭和17年）9月8日  - 勲一等瑞宝章[4]